# Вуглеприйом і складування рядового вугілля

Вуглеприйом і складування рядового вугілля, що надходить на фабрику, здійснюється у вуглепідготовчих відділеннях. У типових схемах вуглепідготовчих відділень вуглезбагачувальних фабрик передбачається така послідовність операцій від вуглеприйому до передачі вугілля у головний корпус: вуглеприйом — попередня класифікація — виділення побічних предметів — дроблення — акумулювання в бункерах — усереднення і шихтування — передача вугілля у головний корпус, де відбувається його розділення на машинні класи.
Перша операція, з якої починається технологічна підготовка вугілля до збагачення, є його вивантаження або прийом з шахти (розрізу).
На вуглезбагачувальних фабриках застосовують такі способи вуглеприйому:
– безпосередньо з шахти через скіповий підйомник і конвеєрний транспорт;
– із залізничних вагонів з вивантаженням їх на вугільних ямах;
– із залізничних вагонів з вивантаженням їх вагоноперекидачем;
– по пульпопроводам у вигляді гідропульпи;
– від розрізів автомобільним транспортом.
Найбільш поширені перші три способи.
Прийом вугілля у вигляді гідропульпи застосовується, якщо його видобувають гідравлічним способом. Цей спосіб транспортування спричиняє переподрібнення вугілля. Крім того, фабрика повинна мати ємності для акумулювання пульпи, апарати для видалення великої кількості води і розвинену водно-шламову схему для прояснення оборотних вод та уловлення шламів. Разом із тим, власне гідравлічний транспорт найбільш екологічно чистий, забезпечує мінімальні питомі витрати на транспортування і втрати продукту, мінімальні терміни будівництва, підвищену надійність і незалежність від погодних умов, можливість повної автоматизації.
Автомобільний транспорт при порівняно невеликих відстанях перевезень може успішно конкурувати з залізничним як більш мобільний.
Безперервний спосіб подачі вугілля дозволяє ефективніше використовувати обладнання вуглепідготовки і запобігати непродуктивним простоям через нерівномірність надходження вугілля.
Спосіб доставки рядового вугілля визначається при проектуванні вуглезбагачувальної фабрики і залежить від її відстані від шахти або розрізу.